# Edvin Ryding
Lars Edvin Folke Ryding, conegut simplement com a Edvin Ryding   (Parròquia de Hedvig Eleonora, 4 de febrer de 2003), és un actor suec. Va debutar en la sèrie de televisió Mannen under trappan l'any 2009. Des de llavors ha actuat en diverses altres produccions com Fröken Frimans krig, Kronjuvelerna, The Stig-Helmer Story, Gåsmamman, Nobels testamente i diverses de les pel·lícules sobre Annika Bengtzon produïdes en 2011. Va interpretar la veu del personatge principal en la pel·lícula d'animació infantil danesa Resan till Fjäderkungens rike, així com el personatge principal de la sèrie Young Royals, de la plataforma de streaming Netflix, el 2021.

## Filmografia

### Televisió
| Any         | Títol                 | Rol                     | Cadena  | Notes                 |
| ----------- | --------------------- | ----------------------- | ------- | --------------------- |
| 2009        | Mannen under trappan  | Fabian Kreutz           |         | Miniserie; 4 episodis |
| 2013        | Biciklo - Supercykeln | Valle Forslin (Walfrid) |         | 3 episodis            |
| 2013–2017   | Fröken Frimans krig   | Gunnar Andersson        |         | 12 episodis           |
| 2014        | Bastuklubben          |                         |         | 6 episodis            |
| 2015 — 2021 | Gåsmamman             | Linus Ek                | Kanal 5 | 40 episodis           |
| 2017        | Tinkas juleeventyr    | Lasse                   |         | Doblatge suec         |
| 2018        | Storm på Lugna gatan  | Sylvester               | SVT     | 23 episodis           |
| 2019 — 2020 | Älska mig             | Viktor                  | Viaplay | 7 episodis            |
| 2020        | Maria Wern            | Elliot                  |         | 2 episodis            |
| 2021        | Young Royals          | Wilhelm                 | Netflix | 6 episodis            |